# Olympische Sommerspiele 1948/Kanu – Zweier-Canadier 10.000 m (Männer)
Der Wettkampf im Zweier-Canadier über 1000 Meter bei den Olympischen Sommerspielen 1948 wurde am 12. August auf der Regattastrecke bei Henley-on-Thames auf der Themse ausgetragen.
Da es insgesamt nur 6 teilnehmende Boote gab, bestand der Wettkampf über 1000 Meter nur aus dem Finale. Der Titel ging an Steve Lysak und Steve Macknowski aus den Vereinigten Staaten. Während bei den anderen drei Canadier-Wettbewerben die Teilnehmer aus der Tschechoslowakei nicht zu schlagen waren, kamen die US-Amerikaner hier mit großem Vorsprung auf Silber ins Ziel.

## Ergebnisse
| Rang | Nation             | Athleten                           | Zeit        |
| ---- | ------------------ | ---------------------------------- | ----------- |
| 1    | Vereinigte Staaten | Steve Lysak Steve Macknowski       | 55:55,4 min |
| 2    | Tschechoslowakei   | Václav Havel Jiří Pecka            | 57:38,5 min |
| 3    | Frankreich         | Georges Dransart Georges Gandil    | 58:00,6 min |
| 4    | Österreich         | Karl Molnar Viktor Salmhofer       | 58:59,3 min |
| 5    | Kanada             | Bert Oldershaw William Stevenson   | 59:48,4 min |
| 6    | Schweden           | Gunnar Johansson Werner Wettersten | 1:03:34,4 h |